# 前88年
| 千纪： | 前1千纪 |
| 世纪： | 前2世纪 \| 前1世纪 \| 1世纪                                                                                |
| 年代： | 前110年代 \| 前100年代 \| 前90年代 \| 前80年代 \| 前70年代 \| 前60年代 \| 前50年代                         |
| 年份： | 前93年 \| 前92年 \| 前91年 \| 前90年 \| 前89年 \| 前88年 \| 前87年 \| 前86年 \| 前85年 \| 前84年 \| 前83年 |
| 纪年： | 西汉後元元年                                                                                               |

## 大事记
- 西汉莽何罗谋反，被金日磾诛杀。

## 出生
- 孝昭皇后上官氏，漢昭帝皇后。上官安與霍光長女霍氏之女

## 逝世
- 鉤弋夫人趙氏，西漢漢武帝婕妤，漢昭帝生母。
- 李廣利，西漢時期將軍。
- 莽通，本名馬通，西漢軍事人物，莽何羅之弟，莽安成之兄，馬援曾祖。
- 商丘成